# Gerolf Seemann

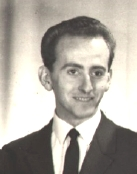
Gerolf Seemann Mitte der 1960er

Gerolf Seemann (* 9. Oktober 1940 in Klein Tschernosek) ist ein ehemaliger deutscher Badmintonspieler.

## Karriere
Gerolf Seemann, Cousin von Gottfried Seemann, war ein bedeutender Badmintonspieler in den Anfangsjahren des ostdeutschen Badmintonsports. Er gehörte der Mannschaft von Aktivist Tröbitz an, die im April 1960 erster Mannschaftsmeister der DDR im Badminton wurde. Nach einem 2. Platz des Teams 1961 folgten 10 weitere Titel für Tröbitz, wobei Gerolf Seemann Stammspieler bei den ersten 5 Titelgewinnen dieser Serie war. Seinen größten Erfolg in den Einzeldisziplinen feierte er gleich bei der ersten DDR-Meisterschaft 1961. Hier gewann er mit seinem Stammdoppelpartner und Cousin Friedel Seemann den allerersten Doppeltitel der DDR. In der darauffolgenden Saison scheiterten die „Seemänner“ in der Vorschlussrunde und konnten damit ihren Titel nicht verteidigen. Danach wechselte Erich Wilde im Doppel an die Seite von Gottfried Seemann. Diese Paarung war noch erfolgreicher als Seemann / Seemann, sie gewannen die folgenden fünf Doppeltitel hintereinander.
Gerolf Seemann lebt heute in Lübbenau.

## Sportliche Erfolge
| Veranstaltung                | Saison    | Disziplin    | Platz | Name |
| ---------------------------- | --------- | ------------ | ----- | --- |
| DDR-Mannschaftsmeisterschaft | 1959/1960 | Mannschaft   | 1     | Aktivist Tröbitz (Gottfried Seemann, Annemarie Fritzsche, Gerolf Seemann, Joachim Ecknig, Helga Krüger, Hans Bräuer, Klaus Vogel, Ina Peuten)                                                                      |
| DDR-Einzelmeisterschaft      | 1960/1961 | Herrendoppel | 1     | Gottfried Seemann / Gerolf Seemann (Aktivist Tröbitz) |
| DDR-Mannschaftsmeisterschaft | 1960/1961 | Mannschaft   | 2     | Aktivist Tröbitz (Gottfried Seemann, Hans Bräuer, Joachim Ecknig, Klaus Katzor, Gerolf Seemann, Annemarie Fritzsche, Helga Krüger)                                                                                 |
| DDR-Einzelmeisterschaft      | 1961/1962 | Herrendoppel | 3     | Gottfried Seemann / Gerolf Seemann (Aktivist Tröbitz) |
| DDR-Mannschaftsmeisterschaft | 1961/1962 | Mannschaft   | 1     | Aktivist Tröbitz (Gottfried Seemann, Gerolf Seemann, Peter Schurig, Erich Wilde, Klaus Katzor, Annemarie Fritzsche, Rita Gerschner, Helga Krüger)                                                                  |
| DDR-Mannschaftsmeisterschaft | 1962/1963 | Mannschaft   | 1     | Aktivist Tröbitz (Gottfried Seemann, Gerolf Seemann, Erich Wilde, Klaus Katzor, Annemarie Fritzsche, Rita Gerschner)                                                                                               |
| DDR-Mannschaftsmeisterschaft | 1963/1964 | Mannschaft   | 1     | Aktivist Tröbitz (Gottfried Seemann, Gerolf Seemann, Erich Wilde, Klaus Katzor, Annemarie Fritzsche, Rita Gerschner, Gitta Rost)                                                                                   |
| DDR-Mannschaftsmeisterschaft | 1964/1965 | Mannschaft   | 1     | Aktivist Tröbitz (Gottfried Seemann, Gerolf Seemann, Erich Wilde, Klaus Katzor, Heinz Glormus, Gerhard Dietze, Peter Schurig, Gotthard Girke, Marlies Bissendorf, Gitta Rost, Annemarie Fritzsche, Rita Gerschner) |
| DDR-Mannschaftsmeisterschaft | 1965/1966 | Mannschaft   | 1     | Aktivist Tröbitz (Gottfried Seemann, Joachim Schimpke, Gerolf Seemann, Peter Schurig, Erich Wilde, Klaus Katzor, Rita Gerschner, Annemarie Fritzsche, Gitta Rost)                                                  |